# Abudefduf saxatilis

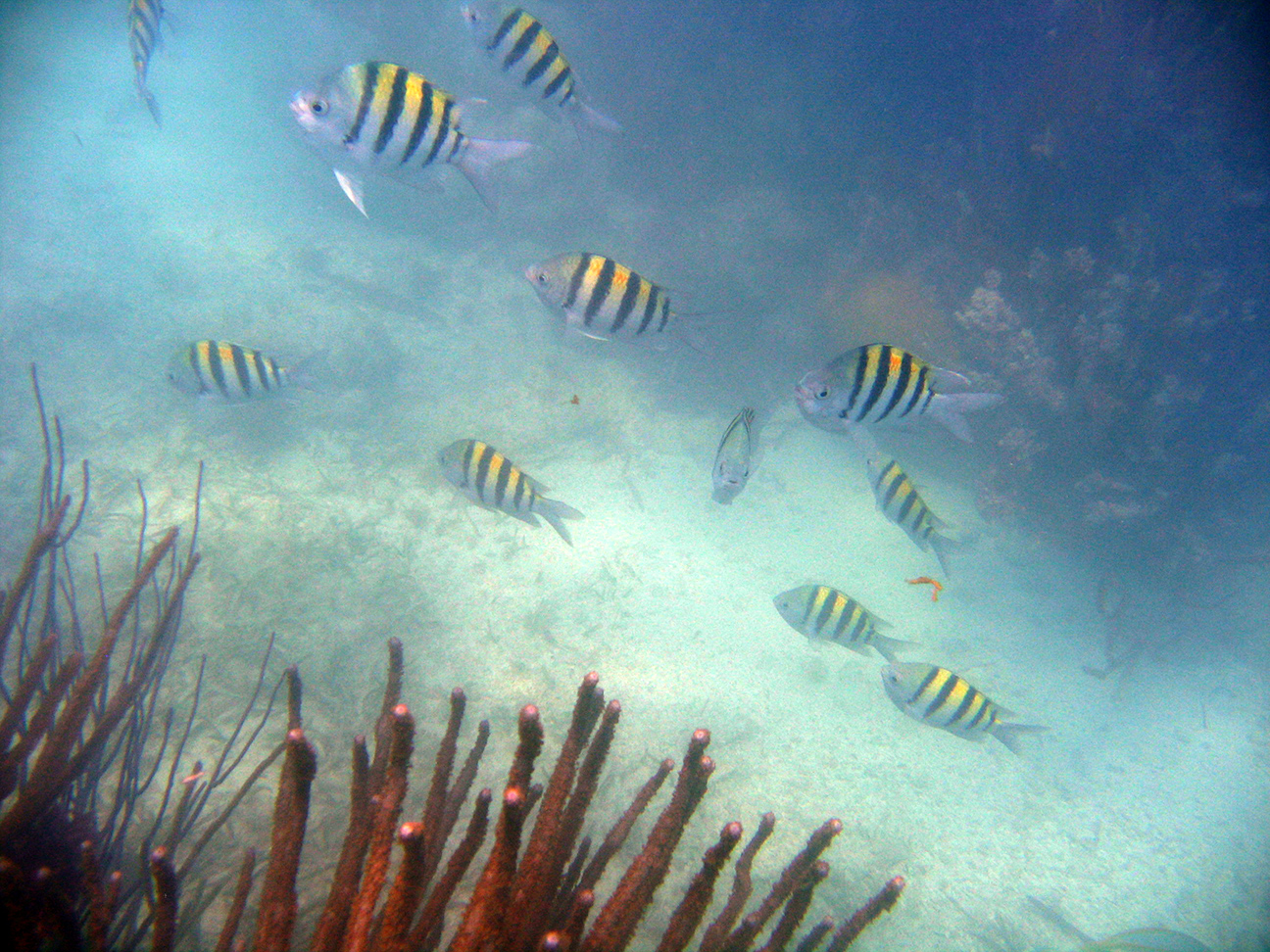
Mola fotografiada a Florida

El sergent major (Abudefduf saxatilis) és una espècie de peix de la família dels pomacèntrids i de l'ordre dels perciformes que habita des del Canadà fins a l'Uruguai, el Carib, les illes de l'Atlàntic central, Cap Verd i al llarg de la costa occidental africana fins a Angola. Els adults poden assolir fins a 22,9cm de longitud total.